# Blakistonia aurea
Espèce
Synonymes
- Aganippe villosa Rainbow & Pulleine, 1918

Blakistonia aurea est une espèce d'araignées mygalomorphes de la famille des Idiopidae.

## Distribution
Cette espèce est endémique d'Australie. Elle se rencontre en Australie-Méridionale, au Victoria et en Nouvelle-Galles du Sud.

## Description
Le mâle décrit par Harrison, Rix, Harvey et Austin en 2018 mesure 16,3 mm et la femelle 19,4 mm.

## Publication originale
- Hogg, 1902 : On some additions to the Australian spiders of the suborder Mygalomorphae. Proceedings of the Zoological Society of London, vol. 1902, no 2, p. 121-142 (texte intégral).